# Nymphargus garciae
Nymphargus garciae es una especie de anfibio anuro de la familia Centrolenidae.

## Distribución geográfica
Esta especie es endémica de Colombia. Habita en los departamentos de Cauca, Huila y Tolima entre los 1900 y 3030 m sobre el nivel del mar en la vertiente oriental de la Cordillera Central.

## Descripción
Los machos miden de 25.1 a 27.7 mm y las hembras de 25.9 a 28.4 mm.

## Etimología
Esta especie lleva el nombre en honor a Evaristo García Piedrahíta (1845–1921).

## Publicación original
- Ruiz-Carranza & Lynch, 1995 : Ranas Centrolenidae de Colombia. V. Cuatro nuevas especies de Cochranella de la Cordillera Central. Lozania, vol. 62, p. 1-23.[5]